# Louise de Brézé
Louise de Brézé (1521 - janvier 1577), dame d'Anet, est une aristocrate française de la Renaissance, issue de l'illustre maison de Brézé. Elle est la fille cadette - mais héritière - de Louis de Brézé comte de Maulévrier, grand sénéchal de Normandie, qui possédait de nombreuses seigneuries dont celle d'Anet, et de Diane de Poitiers. 

## Biographie
Louise de Brézé, fille de Diane de Poitiers, duchesse de Valentinois, et de Louis de Brézé, grand sénéchal de Normandie, est la sœur cadette de Françoise de Brézé, comtesse de Maulévrier et duchesse de Bouillon. Elle descend de Charles VII et d'Agnès Sorel, les grands-parents de son père. 
Louise de Brézé, après la mort de sa mère Diane de Poitiers, hérite du château d'Anet (Eure-et-Loir). Elle y élève un mausolée dans la chapelle extérieure attenant au château. Cette chapelle de Diane, dédiée à la Vierge, bénéficie d'une rente de 400 livres affectés à six chanoines, deux enfants de chœur et à un clerc, pour son entretien. Diane de Poitiers avait fondé un hospice (Hôtel-Dieu), pour nourrir et entretenir douze veuves, et six filles jusqu'au mariage. Louise de Brézé est chargée de préserver ces privilèges.
Elle épouse le 1er août 1547, le duc Claude II d'Aumale, frère du duc de Guise et de Marie de Guise, reine d'Écosse. Pour l'occasion, la ville de Chaumont envoie un présent de vingt-et-un cabris payés 7 livres, et cinquante-quatre perdrix à 4 sols pièce. 
De cette union naquirent onze enfants : 
1. Henri (1549 † 1559),
2. Catherine (1550 † 1606), mariée en 1569 à Nicolas de Lorraine, duc de Mercœur (1524† 1577),
3. Madeleine-Diane (1554 † jeune),
4. Charles Ier (1555 † 1631), duc d'Aumale,
5. Diane (1558 † 1586), mariée en 1576 à François de Luxembourg († 1638), duc de Piney,
6. Antoinette (1560 † jeune), abbesse de Faremoutiers,
7. Antoinette-Louise (1561 † 1643), abbesse d'Origny et de Notre-Dame de Soissons,
8. Antoine (1562 † jeune),
9. Claude (1564 † 1591), abbé de Saint-Père à Chartres, dit le chevalier d'Aumale,
10. Marie (1565 † 1627), abbesse de Chelles,
11. Charles (1566 † 1568).

Le 3 mars 1573, le duc d'Aumale présent au siège de La Rochelle, chargé du commandement sous les ordres du duc d'Anjou, est tué. Son corps transporté du camp de La Rochelle au château d'Anet, est veillé par sa femme Louise de Brezé, dans la chapelle de Diane. Louise de Brézé meurt dans son château d'Anet en 1577.